# Boss Alien
BossAlien est un développeur de jeux basé à Brighton, au Royaume-Uni. BossAlien a été fondé par des ex-employés du Black Rock Studio de Disney en juin 2011. En juillet 2012, BossAlien Ltd a été acquis par NaturalMotion Games Ltd. En janvier 2014, Zynga a acquis NaturalMotion.
La sortie la plus notable à ce jour est le jeu de course de dragster free-to-play CSR Racing, qui est sorti en juin 2012, sur iOS et plus tard sur Android. CSR Racing, a atteint la première place des classements des meilleures ventes brutes et des meilleures ventes gratuites de l'App Store à travers le monde. Le titre qui fait suite à CSR Racing est CSR Classics (en), sorti en octobre 2013 sur iOS. CSR Classics présente des mécanismes de jeu similaires à son titre frère, mais présente des voitures de course classiques des années 1960 aux années 1980.

## Jeux développés
| CSR Racing        | 2012 | iOS, OS X, Android, Windows Phone |
| CSR Classics (en) | 2013 | iOS, Android                      |
| CSR Racing 2      | 2016 | iOS, Android                      |